# Адеми, Агим
Агим Адеми (алб. Agim Ademi; 19 октября 1961, Приштина) — косовский предприниматель и спортивный функционер.

## Биография
Родился в городе Приштина в албанской семье. В молодости был футболистом, с 1975 по 1988 год выступал за местный клуб «Косова» Приштина. С 1992 по 2000 год был президентом и спонсором команды. В 2000 году стал вице-президентом футбольной федерации Косова и занимал эту должность до 2018 года. В июле 2018 года, через месяц после смерти предыдущего президента Фадиля Вокри, был единогласно избран президентом федерации по итогам голосования 58 делегатов.

## Личная жизнь
Сын, Трим Адеми (р. 1992) — музыкант, известный под псевдонимом Capital T.